# Västborgarn
Västborgarn är en sjö i Örnsköldsviks kommun i Ångermanland och ingår i Gideälvens huvudavrinningsområde. Sjön har en area på 1,85 kvadratkilometer och ligger 255,1 meter över havet. Västborgarn ligger i Hemlingsån Natura 2000-område. Sjön avvattnas av vattendraget Hemlingsån. Vid provfiske har bland annat abborre, gers, gädda och löja fångats i sjön.

## Delavrinningsområde
Västborgarn ingår i det delavrinningsområde (706978-162073) som SMHI kallar för Utloppet av Västborgaren. Medelhöjden är 271 meter över havet och ytan är 7,77 kvadratkilometer. Räknas de 36 avrinningsområdena uppströms in blir den ackumulerade arean 176,05 kvadratkilometer. Hemlingsån som avvattnar avrinningsområdet har biflödesordning 2, vilket innebär att vattnet flödar genom totalt 2 vattendrag innan det når havet efter 76 kilometer. Avrinningsområdet består mestadels av skog (66 procent). Avrinningsområdet har 1,85 kvadratkilometer vattenytor vilket ger det en sjöprocent på 23,8 procent.

## Fisk
Vid provfiske har följande fisk fångats i sjön:
- Abborre
- Gärs
- Gädda
- Löja
- Mört
- Sik